# First Motion Picture Unit

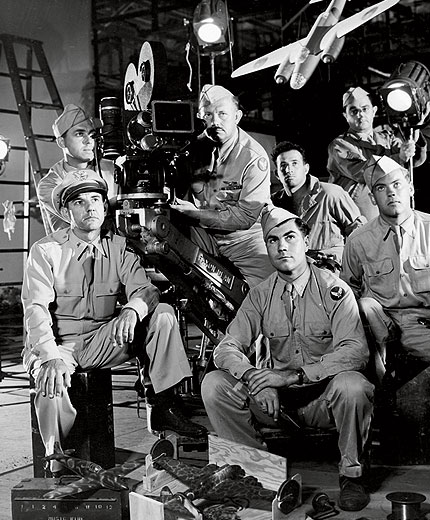
Equipe de filmagem da FMPU em 1944.

First Motion Picture Unit (FMPU), mais tarde 18th Army Air Forces Base Unit, foi a unidade primária de produção de filmes das Forças Aéreas do Exército dos Estados Unidos (USAAF) durante a Segunda Guerra Mundial e a primeira unidade militar composta inteiramente por profissionais da indústria cinematográfica. Produziu mais de quatrocentos filmes de propaganda e de treinamento, que eram notáveis por serem informativos, bem como divertidos. Trabalharam na FMPU atores veteranos como Clark Gable, William Holden e o futuro presidente Ronald Reagan, além de diretores como John Sturges.